# Hiệu ứng Root
Hiệu ứng Root là một hiện tượng sinh lý xuất hiện trong hồng cầu của cá cũng như trong các sắc tố hô hấp của một số loài thân mềm và giáp xác. Hiệu ứng này được đặt tên theo người phát hiện ra nó, R. W. Root. Nội dung của hiệu ứng Root là: khi nồng độ proton H+ hoặc CO2 trong máu tăng lên (làm nồng độ pH giảm đi), ái lực của hemoglobin đối với ôxi và sức chứa ôxi trong máu bị giảm đi.
Hiệu ứng Root có thể được phân biệt với hiệu ứng Bohr ở chỗ là: trong khi đối với hiệu ứng Bohr chỉ có ái lực đối với ôxi của máu bị giảm đi thì trong hiệu ứng Root, hàm lượng ôxi tối đa mà máu có thể chứa cũng giảm theo, dẫn đến đường phân ly Hb-O2 không những bị lệch sang phải mà còn bị lệch xuống dưới. Tại điều kiện pH thấp trong máu, hiệu ứng Root khiến cho các tế bào hồng cầu không thể nào hấp thu một lượng ôxi bằng với lượng ôxi tối đa máu có thể có trong điều kiện bình thường, ngay cả khi ứng suất ôxi lên tới mức cực cao (20kPa). Hiệu ứng này khiến cá có thể bơm ôxi vào trong bong bóng cá ngay cả khi chênh lệch thế ôxi trở nên rất lớn. Hiệu ứng Root cũng xảy ra tại màng mạch của lưới mạch kỳ diệu (rete mirabile) nơi dẫn máu tới võng mạc. Sự thiếu vắng của hiệu ứng Root tại đây sẽ khiến một phần ôxi bị khuếch tán trực tiếp từ máu ở động mạch sang máu ở tĩnh mạch, gây ra thất thoát ôxi một cách không cần thiết.